# Tuor
Tuor es un personaje ficticio que pertenece al legendarium creado por el escritor británico J. R. R. Tolkien y que aparece en su obra póstuma Cuentos inconclusos de Númenor y la Tierra Media y El Silmarillion. Es un hombre de la Casa de Hador de Dor-Lómin. También fue llamado "Eladar", que significa el ‘padre de la estrella’ en sindarin; y "Ulmondil", que significa ‘amigo de Ulmo’.

## Historia

El ala de cisne blanca sobre fondo azul, emblema de Bar-en-Alphram, la Casa del Ala Blanca, que lideraba Tuor en Gondolin.

Tuor nació en el año 472 P. E., hijo de Rían, de la Casa de Bëor y de Huor, de la Casa de Hador, justo antes de la Batalla de las Lágrimas Innumerables, en la que murió su padre y donde su tío Húrin fue hecho prisionero. Fue primo de Túrin Turambar, otro gran héroe humano de la Primera Edad.
Tuor fue criado por Elfos Sindar en las cavernas de Androth, hasta alcanzar los dieciséis años, cuando fue hecho prisionero y convertido en esclavo de Lorgan "el Oriental". Más tarde escapó y vivió cuatro años como renegado en Androth, marchando luego por Annon-in-Gelydh a Nevrast. 
Siguiendo una señal del vala Ulmo, el vuelo de siete cisnes blancos, fue a la antigua ciudad de Vinyamar, recogiendo allí un yelmo, una cota de malla, un escudo y una espada que fueron dejados ahí por el rey elfo de Gondolin, Turgon, mucho antes del nacimiento de Tuor por orden de Ulmo. Una noche después de una terrible tormenta, Ulmo se le presentó y le ordenó que fuera al reino de Gondolin, acompañado por Voronwë, elfo Noldo rescatado por Ulmo de un naufragio y llevado a la costa de Nevrast, para que le sirviera de guía y le dio una capa como espuma gris de mar para ocultarlo de los ojos del enemigo.
En 496 P. E., Tuor entró a Gondolin y le comunicó al rey Turgon el aviso de Ulmo de la inminente destrucción de Gondolin, pero él se negó a marcharse y Tuor también se quedó y se casó con la princesa Idril. La pareja tuvo un único hijo, Eärendil. 
En 511 P. E., Gondolin fue arrasada gracias a la traición de Maeglin, sobrino del rey, celoso por la pérdida del amor de su prima Idril. Allí, Tuor luchó en defensa de la ciudad, rescatando a su amada de las manos del traidor y arrojando su cuerpo por los muros. Con Dramborleg, su hacha, mató a tres balrogs y cinco orcos en la que se conoció como la caída de Gondolin.
Tuor y su familia, con los supervivientes de la ciudad, escaparon hacia los puertos del río Sirion por un sendero secreto y subterráneo construido por Idril, no sin antes luchar contra los orcos que los emboscaron en Cirith Thoronath. Allí, fueron salvados por el valor de Glorfindel, quien cayó en duelo con un balrog (si bien regresó luego a la Tierra Media en otra reencarnación para vivir en Rivendel).

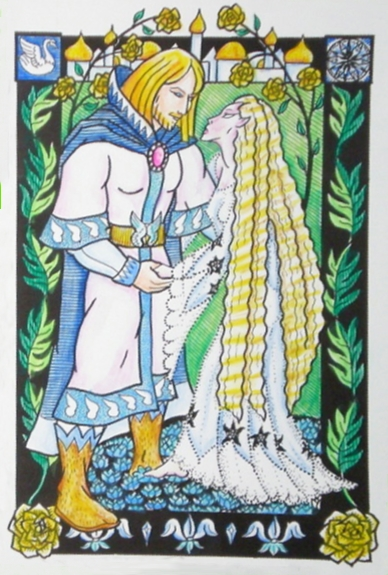
Tuor y su esposa Idril.

En su exilio, moraron primero en Nan-Tathren y luego se unieron a los supervivientes de Doriath en las desembocaduras del Sirion. Años más tarde, Tuor sintió que la vejez lo invadía y que le volvía el deseo de hacerse a la mar, que ya antes le había surgido en Vinyamar. Por tanto, construyó un gran navío y lo llamó Eärrámë, que significa "ala del mar", y junto con Idril navegó hacia Eldamar. 

En días posteriores se cantó que sólo Tuor, entre los Hombres mortales, llegó a ser miembro de la raza mayor, y se unió con los Noldor, a quienes amaba; y su destino quedó separado del destino de los Hombres.
Capítulo XXIII de Quenta Silmarillion, en El Silmarillion de J. R. R. Tolkien